# История города Губы
История города Губы включает в себя историю города Губы Азербайджанской Республики начиная с периода основания до наших дней.

## Ранняя история
Согласно письменным источниками на месте современного города Губа находился античный город Кавказской Албании Хобота. Древнегреческий географ Птолемей среди 29 городов и сёл Кавказской Албании называл и Хоботу (др.-греч. Χοβωτα).
Губа упоминается в работах различных европейских географов, в древних арабских источниках. Город, построенный сасанидским правителем Ануширваном, назывался «Фируз Кубат» (возможно в честь отца Ануширвана, Кубада). В «Алфавитном перечне стран» мусульманского учёного и географа Якута аль-Хамави Губа также упоминалась как Фируз-Кубад.
Предполагается, что название Губа относится к числу одноименных топонимов, перенесенных в VII в. арабскими племенами, выходцами из города Куба, близ Медины, во время завоевания Азербайджана и Дагестана халифатом.

## Средние века
В XVII веке город входил в состав Губинского ханства. В середине XVIII века, переместив свою резиденцию из Худата, Хусейн Али стал ханом Губы и возвёл крепостные стены вокруг всего города. Положение Губинского ханства усилилось во время правления Фатали-хана (1758—1789), сына Хусейна Али Хана.
Путешественник Маршалль фон Бибирштейн в конце XVIII века писал о городе:

Губа, столица ханства, представляет собой маленький город, укреплённый восточным способом — стеной, фланкированной башнями. Жители этого округа имеют воинственную репутацию.

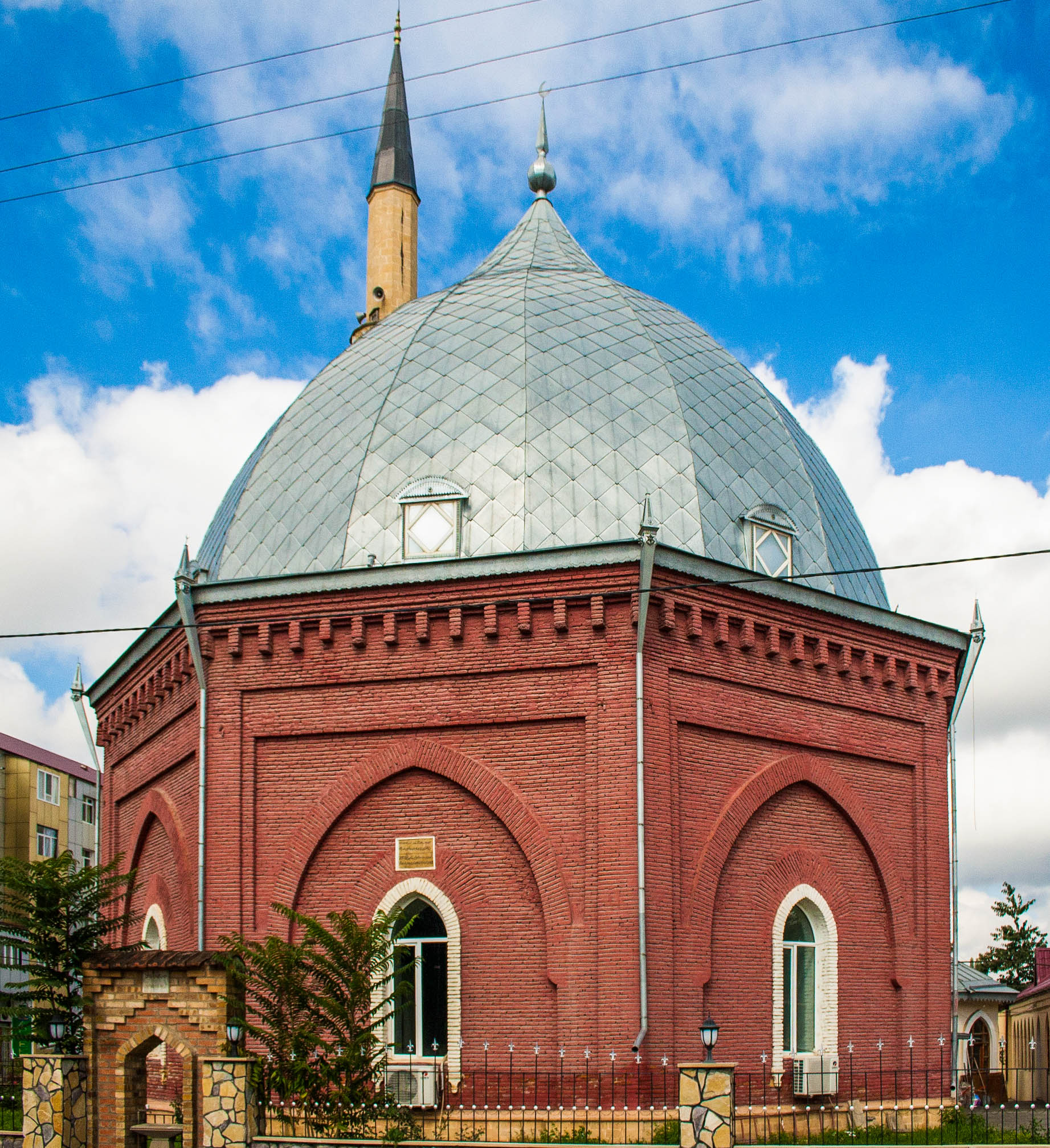
Джума-мечеть, XIX век

В 1802 году в городе была построена Джума-мечеть.
Губинское ханство, как и другие азербайджанские ханства, было занято царской Россией в начале XIX века и официально присоединено к Российской империи в соответствии с соглашением 1813 года.
В 1840 году в составе Каспийской области был образован Губинский уезд. В 1846 году Губа была включена в Дербентскую губернию, а затем в 1860 году в Бакинскую губернию. В 1837 году Губинская провинция стала центром крестьянского восстания против действий колониальной администрации. По состоянию на 1861 год из религиозных учреждений имелись: восемь синагог; три мечети (одна суннитская и две шиитские); одна русская православная церковь во имя Успения Богородицы (основана в 1828 году); одна армянская церковь (1845).
В 1854 году вдовой Аббаскули Бакиханова в память о её покойном муже была построена Мечеть Сакина ханум

## XX—XXI века

Памятник жертвам «мартовских событий»

Согласно «Русской энциклопедии», изданной в 1914 году, Губа являлась уездным городом Бакинской губернии с населением 25 568 человек, главным образом азербайджанцев. В 1920-х годах XX века население состояло наполовину из тюрок (азербайджанцев) и горских евреев.
1 мая 1918 года войска Бакинского Совета установили контроль над городом Губа (Куба). С 3 августа — под контролем войск Азербайджанской Демократической Республики.
Акция протеста в городе Губа посвящённая антимусульманским погромам в 1918 году, в которых активную роль сыграли вооружённые отряды армянской партии «Дашнакцутюн» Памятник жертвам «мартовских событий». Весной 1918 года во время мартовских событий в Бакинской губернии Губа и окружающие её окрестные сёла региона подверглись нападениям армянских дашнакских формирований. Аналогичные события произошли в конце апреля 1918 года в Губинском уезде, куда прибыл из Баку отправленный Шаумяном отряд дашнаков под командованием Амазаспа. Здесь отряд Амазаспа учинил жестокую расправу над жителями города, а также сжёг 122 селения уезда. За один день только в Губе солдатами Амазаспа было убито 2000 жителей города и разрушено 150 домов в его центре. В 2007 году во время строительства в городе стадиона было обнаружено массовое захоронение. Согласно исследованиям, обнаруженные здесь человеческие останки принадлежат местным жителям различных национальностей, подвергшихся в 1918 году массовой резне. На сегодняшний день обнаружено 400 останков, включая около 50 детских и 100 женских. В 2010 году на месте захоронения было начато строительство Мемориального комплекса геноцида.
В 1920 году Кубинский уезд стал частью Азербайджанской ССР. 
В 1940 году в Губе был основан колхозно-совхозный театр. В 1946 году получил статус государственного драматического с присвоением ему имени А. Бакиханова.